# Дворище (община Берово)
Вижте пояснителната страница за други значения на Дворище.
Дворище (на македонска литературна норма: Двориште) е село в Северна Македония, община Берово.

## География
Разположено е в малка котловина по горното течение на река Лебница между Малешевската планина от север и Огражден от юг до самата граница с България.

## История
В местности около Дворище се срещат останки от две крепости (Градище I и Градище II) и две селища (Бабини колиби, Рабуш) от Късната Античност, както и две раннохристиянски църкви (Бабини колиби, Църква).
Църквата „Света Богородица“ е от началото на XX век.
Според преброяването от 2002 година селото има 757 жители, всички македонци.
| Националност     | Всичко |
| северномакедонци | 757    |
| албанци          | 0      |
| турци            | 0      |
| роми             | 0      |
| власи            | 0      |
| сърби            | 0      |
| бошняци          | 0      |
| други            | 0      |

## Личности
Родени в Дворище
- Илия Станоев, деец на ВМРО[4]